# Oh, Mr Porter!
Oh, Mr Porter! is een komische film uit 1937, geregisseerd door Marcel Varnel en met Will Hay, Graham Moffatt en Moore Marriott in de hoofdrollen. Oh, Mr Porter! is Hays bekendste film en staat hoog aangeschreven als een van de beste Britse komedies aller tijden: criticus Barry Norman nam de film in zijn top 100 op, en scenarist Val Guest schreef in zijn autobiografie dat de regisseur Marcel Varnel, die van Franse afkomst was, dit als zijn geslaagdste film beschouwde. Hij werd ook opgenomen in de lijst van 360 klassieke films van het British Film Institute. Oh, Mr Porter speelt zich grotendeels in een treinstation af; de titel verwijst naar het begin 20ste eeuw nog zeer bekende music hall-liedje Oh! Mr Porter, dat ook in de begingeneriek te horen is (de laat-20ste-eeuwse komedieserie Oh, Doctor Beeching!, die eveneens over treinen gaat, gebruikt hetzelfde deuntje). De film is losjes gebaseerd op het toneelstuk The Ghost Train van Arnold Ridley. In Oh, Mr Porter! speelt het duo Moffatt en Marriott zijn vaste rollen als Albert Brown en Jeremiah Harbottle; Hay is wederom een incompetente betweter. Voor de opnamen van Buggleskelly werd het oude station Cliddesden in Essex gebezigd, dat in 1932 gesloten werd.

## Verhaal
William Porter is een wheel tapper — dit was een arbeider die met een hamer op de wielen van treinen moest kloppen om te controleren of ze in orde waren. Tijdens de inhuldiging van een nieuwe locomotief door de minister, waarop Porters zuster aanwezig is, doordrenkt hij per ongeluk elkeen met water door een buis kapot te slaan. Zijn zuster is verongelijkt omdat haar broer een dergelijke nederige positie bekleedt en eist een betere baan voor hem, via haar man die eveneens voor de spoorwegen werkt. Porter wil niets minder dan stationsmeester worden; de enige beschikbare vacature is in het station Buggleskelly in Noord-Ierland, omdat alle voorgaande stationsmeesters ginds oftewel gek zijn geworden, oftewel spoorloos verdwenen.
Tijdens de reis naar Buggleskelly op de bus vertellen plaatselijke bewoners hem dat het station vervloekt is en dat niemand er ’s nachts in de omgeving wil vertoeven. Telkens wanneer de maan schijnt, doolt de geest van eenogige Joe over de sporen, een man die door een trein verpletterd werd; al diegenen die hun intrek in het station nemen, zijn bij voorbaat verdoemd. Porter stapt 2 mijlen door de gietende regen en wanneer hij in het station arriveert, wordt hij met cynisme onthaald.
’s Anderendaags wordt duidelijk wat voor een ravage station Buggleskelly is. Porter ontwaakt naast een koe die ‘tijdens het transport verloren’ werd; het ontbijt bestaat uit varkensvlees van biggen die van een plaatselijke boer ontvreemd werden. Brown en Harbottle eigenen zich naar eigen goeddunken eigendom van de spoorwegen en van passagiers toe. Er komt slechts elke dinsdag een trein voorbij, die nooit in Buggleskelly stopt, en het stationsgebouw is een ruïne. Hierin wil Porter, koste wat het kost, verandering brengen. Hij dwingt de trein te stoppen; de conducteur is ziedend. Er komt een aantal misnoegde dorpsbewoners het station binnen; ze hebben tickets voor welbepaalde plaatsen in Ierland, maar de desbetreffende treinen komen nooit. Porter belooft hen ’s avonds in de bar te ontmoeten.
Porter tracht het station zo goed mogelijk te renoveren, ondanks een dorpsbewoner die hem continu vertelt dat hij zijn tijd aan het verspillen is. Hij heeft het idee, een excursie naar Connemara te organiseren en bestelt twee treinwagons. Harbottle en Brown vertellen hem dat de enige motor die ze hebben, een stokoude stoomlocomotief genaamd Gladstone is. De beiden hebben enorm respect voor Gladstone en vertroetelen de oude stoomlocomotief, niettegenstaande dat er kippen in de stookketel wonen. Gladstone staat echter tussen andere wagons op een spoor geparkeerd. Na langdurig heen en weer manœuvreren slagen ze erin, de locomotief de bevrijden, ofschoon de wagons in een ravijn storten. Aangezien Porter niet begrijpt hoe de zomertijd werkt, botst een andere trein op Gladstone, die twee uur vroeger aankwam dan hij verwacht had.
Des avonds in de bar poogt hij zijn tickets naar Connemara te slijten; niemand is waarlijk geïnteresseerd, en er breekt een wild gevecht uit tussen Ieren die elkaars steden beledigen. Hij wordt uit het tumult weggelokt door iemand in een achterkamertje, die een ooglapje draagt. Die wil alle ticketjes naar Connemara opkopen om een voetbalteam naar Connemara te brengen, op voorwaarde dat de trein om 6 uur ’s ochtends vertrekt.
Wanneer Porter de trein uitgeleide doet, slapen Brown en Harbottle nog. De wachter van de spoorwissels belt hem om te vragen waar de trein blijft. Niemand heeft enige herinnering aan de desbetreffende trein en het tweetal denkt dat Porter, zoals zijn voorganger, zijn verstand aan het verliezen is. Wanneer hij tezelfdertijd door de seingever en de directeur van de spoorwegmaatschappij wordt opgebeld en met twee verschillende oorstukken in de hand staat, ontstaat een misverstand en wordt hij ontslagen.

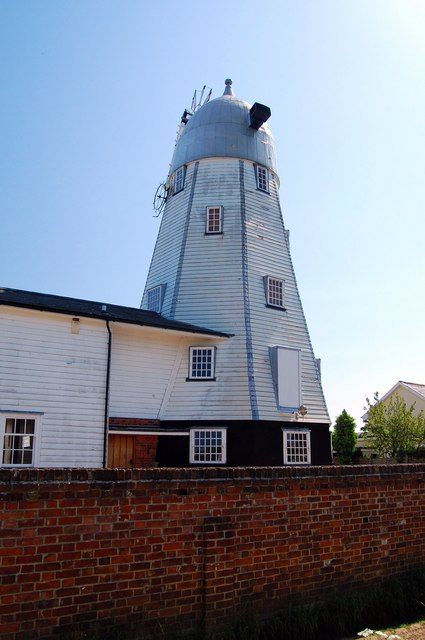
Molen van Terling, waar de molenscène werd opgenomen

Terwijl Porter zijn have en goed inpakt en zich voorbereidt om afscheid te nemen, meldt Harbottle terloops het bestaan van een oude spoorlijn onder de heuvel; dit was de plaats alwaar de mysterieuze eenogige Joe om het leven kwam. Porter wil absoluut zijn verdwenen excursietrein terughebben, en met Gladstone de locomotief rijden ze het oude, verwilderde spoor op, totdat ze een hekken onder de berg bereiken. De locomotief heeft een te grote vaart, en ze breken door het hekken heen. Daar staan daadwerkelijk de verloren gewaande wagons op het spoor: de passagiers waren geen voetballers, maar wel wapensmokkelaars.
Algauw worden de drie ontdekt en door de eenogige Joe, die in werkelijkheid Grogan heet, onder schot gehouden; ze vluchten meerdere verdiepingen omhoog, totdat de hen achtervolgende wapensmokkelaars simpelweg de ladder onder het luik vandaan halen en ze op een zolder opgesloten zijn. De wapensmokkelaars maken aanstalten om hun waar naar hun wagons te brengen en zullen van de oude stoomlocomotief Gladstone gebruikmaken om te vertrekken. Hierop merken Porter, Brown en Harbottle dat ze zich in het dak van een molen bevinden. Er volgt een lange scène waarin de drie op de wieken van de molen klimmen en pogen te ontsnappen; onderaan bevindt zich een modderige poel. Wanneer een storm komt opzetten, beginnen de wieken rond te draaien, en uiteindelijk valt Brown als eerste; hij stelt een kar met hooi gereed voor de andere twee, doch vergeet de riek eruit te halen. De kar gaat aan het rollen en ze belanden op de spoorweg vóór de heuvel waarin Gladstone staat, klaar om de trein met de wapensmokkelaars te vervoeren.
De drie starten de locomotief en krijgen alras een vliegende vaart. Albert loopt over het dak van de wagen en slaat met een spade op eenieder die zijn hoofd uit het raam steekt. De wilde tocht blijft duren, en Porter werpt een drankflesje met een hulpoproep in een station naar binnen. De spoorwegbeambten leiden de trein naar zijn station van bestemming, waar locomotief Gladstone zich een weg in het beton boort. Op het station staan politieagenten gereed om de wapensmokkelaars in te rekenen. Het hoofd van de spoorwegen feliciteert de drie, maar zij zeggen dat de eer aan de goede oude Gladstone toekomt, die 90 jaar oud is en wellicht nogmaals 90 jaar zal meegaan. Op dat moment explodeert de locomotief, en de drie spoorwegbeambten halen uit respect hun pet af.

## Rolverdeling
| Acteur                       | Personage                   |
| ---------------------------- | --------------------------- |
| Will Hay                     | William Porter              |
| Moore Marriott               | Jeremiah Harbottle          |
| Graham Moffatt               | Albert Brown                |
| Percy Walsh                  | directeur van de spoorwegen |
| Dave O'Toole                 | postbode                    |
| Sebastian Smith              | mijnheer Trimbletow         |
| Agnes Laughlan               | mevrouw Trimbletow          |
| Dennis Wyndham               | Grogan/eenogige Joe         |
| Frederick Piper              | Ledbetter                   |
| Frederick Lloyd              | minister                    |
| Frank Atkinson Ier in de bar |                             |